# 세일러 만년필
세일러(영어: Sailor, 일본어: セーラー)는 일본의 필기구 제조 기업으로 만년필, 볼펜 등을 생산한다.

## 역사
1911년, 일본 히로시마에서 온 존경 받는 기술자인 교고로 사카타가 만년필을 처음으로 소개하였다. 이 만년필은 그 당시 일본을 방문하고 있던 한 영국 선원에 의해 전시되었다. 그는 디자인과 기능에 깊은 인상을 받아 일본에서 그런 좋은 제품을 생산하기로 결정했다. 그는 세계 최고 수준의 사양과 필기 성능을 갖춘 가장 우아하고 정교한 필기구를 만들기로 결심했다. 그래서 세일러 펜은 공장이 있는 일본 히로시마에서 시작되어 오늘날까지도 이어져 왔다.

### 참고 문헌
1. 1 2  “THE SAILOR PEN CO., LTD.”. 2020년 2월 22일에 원본 문서에서 보존된 문서. 2020년 8월 25일에 확인함.